# TBS水曜7時30分枠の連続ドラマ
TBS水曜7時30分枠の連続ドラマ（ティービーエスすいようしちじさんじっぷんわくのれんぞくどらま）は、1956年から1984年にかけて8期に渡ってラジオ東京テレビ (KRT)→TBS系列の水曜19:30 - 20:00 (JST) に放送されたテレビドラマの枠である。
なお中断中や後身のアニメに関しては、

## 概要
初作品はコメディ『ぼんぼん頑張る』。その後は『ライフルマン』などの海外作品を、TBS制作・サンスターシオノギ（現：サンスター）一社提供で放送してきた。1966年より提供は不変のまま、当時ネットしていた朝日放送に制作が移り、時代劇風上方コメディ『てんてこ漫遊記』（主演：茶川一郎）を開始、その後間を置いて、ホームドラマ風上方コメディ『ドタンチ親子』（主演：長門勇、白木みのる）を放送するが、長期の中断、約2ヶ月後には朝日放送とサンスターシオノギもこの枠から撤退した。
その後、それまで火曜19時に放送されていた岡崎友紀主演のライトコメディシリーズの新作『ママはライバル』をこの枠で放送するが、火曜日時代ほど人気が出ず、岡崎友紀シリーズは次作『ラブラブライバル』から元の火曜19時に戻った。
この後1977年4月13日より、人気歌手ピンク・レディー主演のバラエティドラマ『みどころガンガン大放送』を半年放送（バラエティ路線はその後水曜19:00→木曜19:00へ移動）、アニメ『まんが日本絵巻』を1年放送後の1978年10月11日より、人気アイドル歌手・榊原郁恵主演の『ナッキーはつむじ風』（東宝制作）が開始、榊原人気も手伝ってヒットし、その後もアイドル歌手主演の青春ドラマが続くが、堀ちえみ主演の『メチャン子・ミッキー』をもって中断する。
1984年5月9日からは、宮川一朗太・大沢逸美主演の青春ドラマ『ぼくたちの疾走』（大映テレビ制作）で再開するも、『JNNニュースコープ』の枠拡大による『ザ・チャンス!』の火曜19時からの枠移動のため終了、以後現在までドラマは放送されていない。
なお、『愛LOVEナッキー』と『GOGO! チアガール』が編成されていた1980年4月から1981年9月の間は、前時間帯に『ウルトラマン80』や『刑事犬カール2』も放送されていた事で、19時・20時・21時（水曜劇場）・22時と、4時間に渡ってドラマが放送されていた。
第6期以降は、TBSが1974年から『水曜ナイター』の放送開始時刻を30分繰り上げて19:30開始としたことや、1980年ごろから水曜日にもプロボクシング世界タイトルマッチの中継を行うようになったため、放送休止になることがたびたびあった。

## 作品リスト

### 第1期
- ぼんぼん頑張る（1956年4月4日 - 7月4日）
- わが輩ははなばな氏（1956年7月18日 - 1957年7月17日）※水曜19:00に移動。

### 第2期
- ますらを派出夫会（1958年9月17日 - 11月12日）※水曜18:15-18:45から移動。
- ドキュメンタリードラマ 裁判（1958年11月19日 - 1959年12月16日）
- 自由の剣(Sword of Freedom)（1959年12月23日 - 1960年5月25日）※海外作品。
- テキサス決死隊(Tales of the Texas Rangers)（1960年6月1日 - 11月23日）※海外作品。
- ライフルマン（1960年11月30日 - 1963年12月4日）※海外作品。
- アラカザンの魔法(The Magic Land of Allakazam)（1963年12月11日 - 1964年5月6日）※海外作品。

### 第3期
- てんてこ漫遊記（1966年3月2日 - 12月28日）※朝日放送制作。

### 第4期
- ドタンチ親子（1967年5月3日 - 11月1日）※朝日放送制作。

### 第5期
- ママはライバル（1972年10月4日 - 1973年9月26日）

### 第6期
- みどころガンガン大放送（1977年4月13日 - 9月28日）

### 第7期
- ナッキーはつむじ風（1978年10月11日 - 1980年3月12日）
- 愛LOVEナッキー（1980年3月19日 - 10月29日）
- GOGO! チアガール（1980年11月5日 - 1981年10月21日）
- 消防官物語・風に立て（1981年10月28日 - 1982年3月24日）
- メチャン子・ミッキー（1982年4月14日 - 9月15日）

### 第8期
- ぼくたちの疾走（1984年5月9日 - 9月26日）